# 埃曼努埃尔·吉廖蒂
埃曼努埃尔·吉廖蒂（西班牙語：Emmanuel Gigliotti，發音：[eˈmanwel ɟʝiˈɣljoti]；1987年5月20日—），是一名阿根廷职业足球运动员，司职前锋。现在效力于中国足球超级联赛球队重庆力帆。

## 俱乐部生涯
2006年，吉廖蒂在阿根廷第四级别球队拉马德里开始足球生涯。2007年，他加盟阿根廷足球甲级联赛球队阿根廷青年，但未能代表球队在正式比赛中出场。2008年，他转会到阿乙球队全男孩，在2008/09赛季帮助球队保级成功。2009年，吉廖蒂转投阿甲升班马图库曼。2009年9月3日，他在图库曼对阵飓风的比赛末段替补出场，上演阿甲联赛首秀。11月7日，他首次在阿甲联赛首发出场，并射进代表球队的首球，帮助图库曼4比2击败堤格雷。2010年夏季，他离开阿根廷，加盟意大利足球乙级联赛球队諾瓦拉。2011年1月，在意大利半年后，他回到阿根廷，租借回到已经升级到阿甲联赛的全男孩。之后他又被先后租借到圣洛伦索和科隆竞技。2013年7月，他转会加盟阿根廷豪门博卡青年。2015年2月28日，中国足球超级联赛升班马重庆力帆宣布吉廖蒂加盟球队一年。

## 国家队生涯
2011年9月14日，吉廖蒂在罗卡杯阿根廷主场0比0战平巴西的比赛首次代表阿根廷国家队出场，这也是他唯一一次国家队经历。